# Virgin 17
Virgin 17 fue un canal de televisión francés, propiedad de Lagardère Media, y que se emitía a través de la Télévision numérique terrestre en Francia.

## Historia
El grupo Lagardère Active quiso crear un canal musical en abierto para la televisión digital terrestre francesa que siguiese una fórmula similar al canal MCM. Aunque en un principio la emisora iba a llamarse iMCM, días antes del lanzamiento se cambió su nombre a Europe 2 TV (en torno a la radio Europe 2), a instancias del Consejo Superior de lo Audiovisual francés. El canal nació el 17 de octubre de 2005.
El 1 de enero de 2008 se cambió el nombre del canal, pasando a llamarse Virgin 17 y adoptando el nombre del grupo Virgin en el canal. El Consejo Audiovisual francés aprobó el cambio de denominación con una serie de condiciones. El cambio de denominación también afectó a la radio Europe 2, que pasó a llamarse Virgin Radio.
Virgin 17 emite una programación musical con bastantes programas de corte generalista, como series, reality shows o cine. Esto ha provocado que el Consejo Audiovisual haya instado a las cadenas W9 y Virgin 17 a cumplir las condiciones otorgadas en la licencia, que la limitaban a una cadena musical. La cadena tiene hasta julio de 2008 para renegociar las condiciones de la concesión o retirar programas no relacionados con la música de la parrilla, pudiendo el CSA cerrar el canal si no lo hicieran.

## Programación
Virgin 17 era un canal musical. Sin embargo, gran parte de su programación es de carácter generalista, con programas dedicados a la juventud tales como series americanas, reality shows, cine o anime. Dichos programas ocupan habitualmente el prime time de la cadena.

## Eslogan
- 2005-2007 : Una mùsica sagrada es màs fàcil
- 2008-2010 : Es màs fàcil mùsica

### Anime
- Fullmetal Alchemist
- Great Teacher Onizuka
- Nana

### Entretenimiento
- Degrassi
- La Minute de Trop
- Next
- The Simple Life

### Series
- Greek
- Nikki
- Skins

## Audiencias
| Año  | Enero | Febrero | Marzo | Abril | Mayo | Junio | Julio | Agosto | Septiembre | Octubre | Noviembre | Diciembre | Media anual |
| ---- | ----- | ------- | ----- | ----- | ---- | ----- | ----- | ------ | ---------- | ------- | --------- | --------- | ----------- |
| 2007 |       |         |       |       | 0,4% | 0,6%  | 0,5%  | 0,5%   | 0,4%       | 0,3%    | 0,4%      | 0,4%      | 0,4%        |
| 2008 | 0,5%  | 0,6%    | 0,5%  | 0,5%  | 0,5% | 0,7%  | 0,6%  | 0,5%   | 0,5%       | 0,6%    | 0,5%      | 0,5%      | 0,5%        |
| 2009 | 0,5%  | 0,6%    | 0,6%  | 0,6%  | 0,6% | 0,8%  | 0,7%  | 0,7%   | 0,7%       | 0,8%    | 0,8%      | 0,9%      | 0,7%        |
| 2010 | 0,8%  | 0,9%    | 0,9%  | 1,1%  | 1,1% | 1,2%* | 1,1%  | 1,1%   | X          | X       | X         | X         | 1,0%        |

* Máximo histórico.